# Pterolophia albescens
Pterolophia albescens là một loài bọ cánh cứng trong họ Cerambycidae.